# Sheffield Park Garden
Sheffield Park Garden je nepravidelný přírodně krajinářský park ve stylu anglický park, umístěný pět mil východně od Haywards Heath, v East Sussex, Anglie. Bylo původně upraven v 18. století Lancelotem ‚Capability‘ Brownem, a dále upraven v prvních letech 20. století tehdejším majitelem pozemku, Arthurem Gilstrapem Soamesem. Pozemek je nyní ve vlastnictví National Trust. Park byl původně součástí panství u sídla Sheffield Park House. National Trust koupil zhruba 40 hektarů parku v roce 1954, v současnosti má přibližně 80 hektarů. Park je významný sbírkou pěnišníků – National Collection of Ghent azaleas. V parku jsou vysázeny i subtropické rostliny a na jaře kromě pěnišníků kvetou i výsadby jarních cibulovin. Zvláště cenný je park pro výsadby stromů vybraných pro podzimních zbarvení, včetně mnoha jedinců výrazně zbarvené tupely lesní (Nyssa sylvatica).

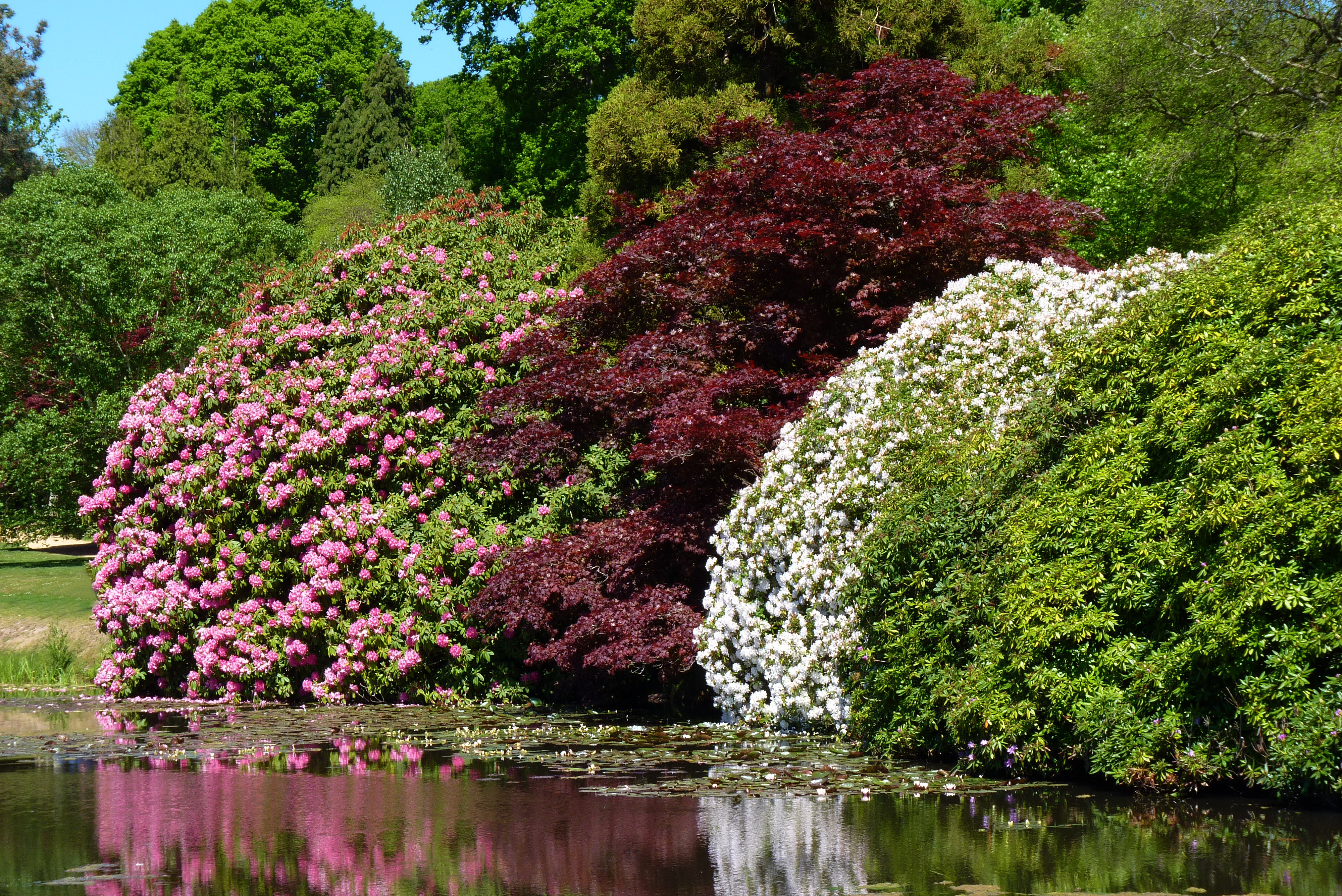
Rhododendrony v Sheffield Park Garden

## Historie
Od roku 1700, byla jelení obora upravena částečně lordem De La Warr, který osázel cesty z domu stromy a založil trávníky. V dalších letech byl James Wyatt pověřen přestavbou domu v módním novogotickém stylu a ‚Capability‘ Brown byl pověřen úpravou zahrady. Původní čtyři jezera tvoří centrum parku. Humphry Repton pokračoval v díle ‚Capability‘ Browna v letech 1789–1790. Své návrhy úprav zdokumentoval v jedné ze svých proslavených „red book“ s názvem ‚Sheffield Place Sussex Right Honourable Lord Sheffield‘. V roce 1796 byl statek prodán Johnu Holroydovi. Na počátku 20. století byl park nově upraven.

Stejně jako H. Repton často kritizoval přehnanou pestrost na úkor ucelenosti a harmonické kompozici, tak i český zahradní architekt Ivar Otruba, se v knize kterou věnoval nejdůležitějším parkům v Anglii, zmiňuje o Sheffield Park Garden jako o význačném parku, ale také s kritikou přemíry barevných kontrastů: Všude se rozprostírá až přehnaná barevná pestrost… …Zkrátka pestrost a bohatství druhů v líbivých sestavách.

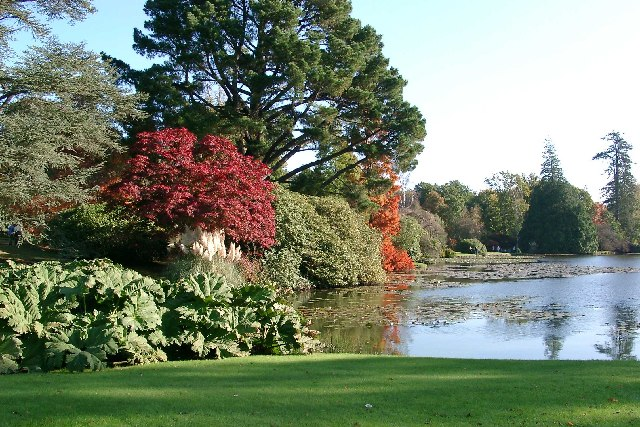
Podzim v Sheffield Park.
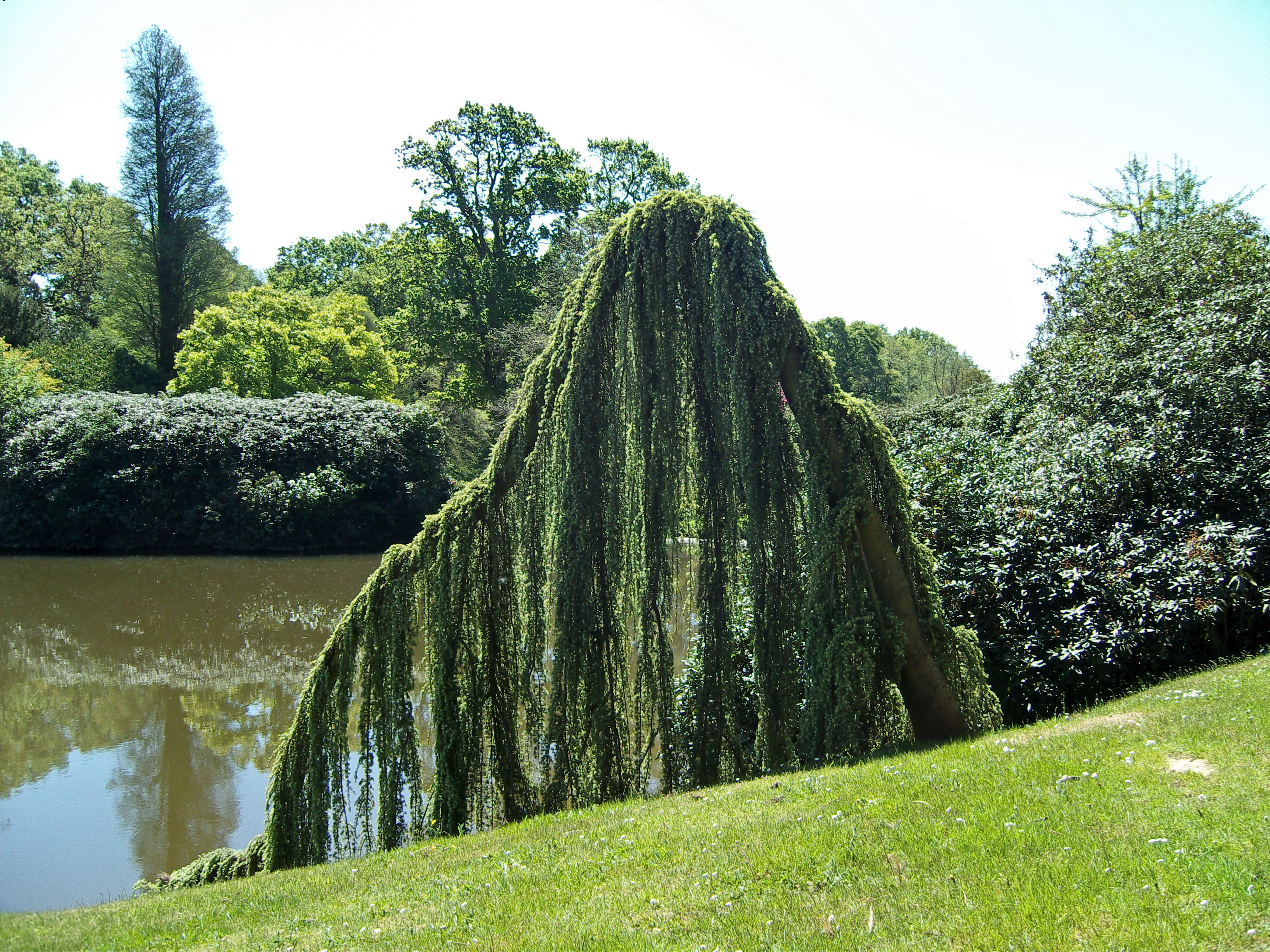
Neobvyklé kultivary zdobící park připomínají park v Lednici na Moravě
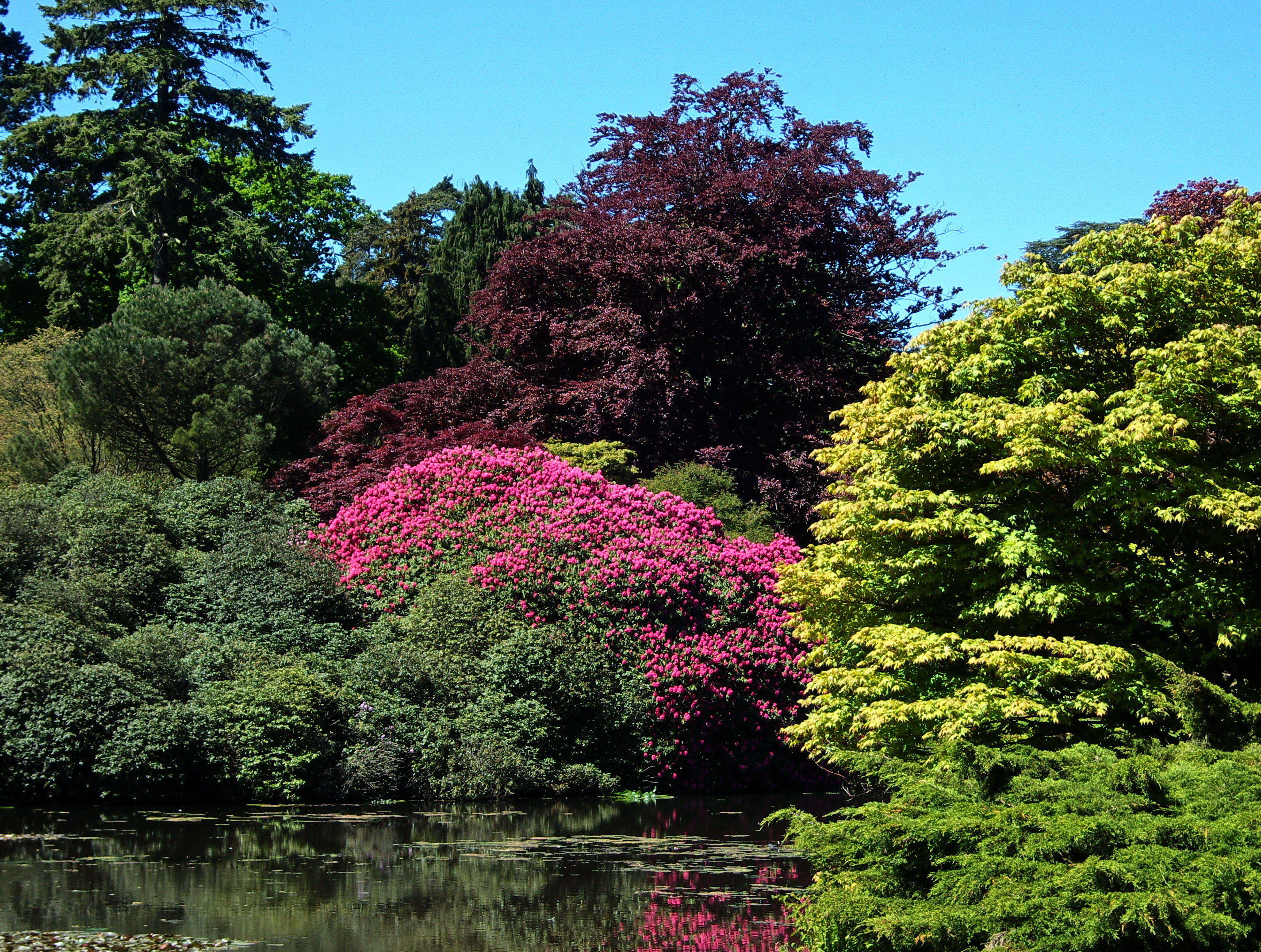
Sheffield Park na jaře
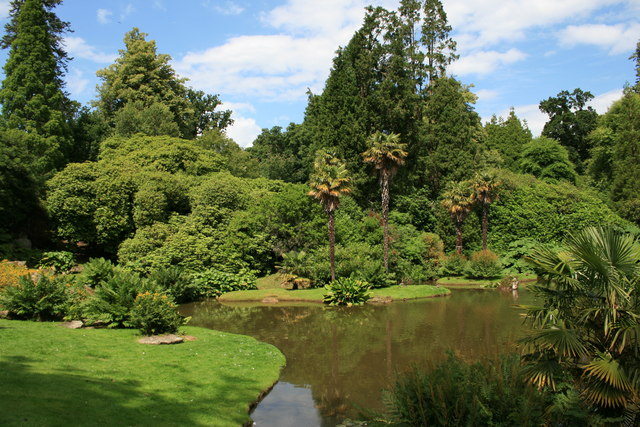
Výsadby subtropických rostlin.
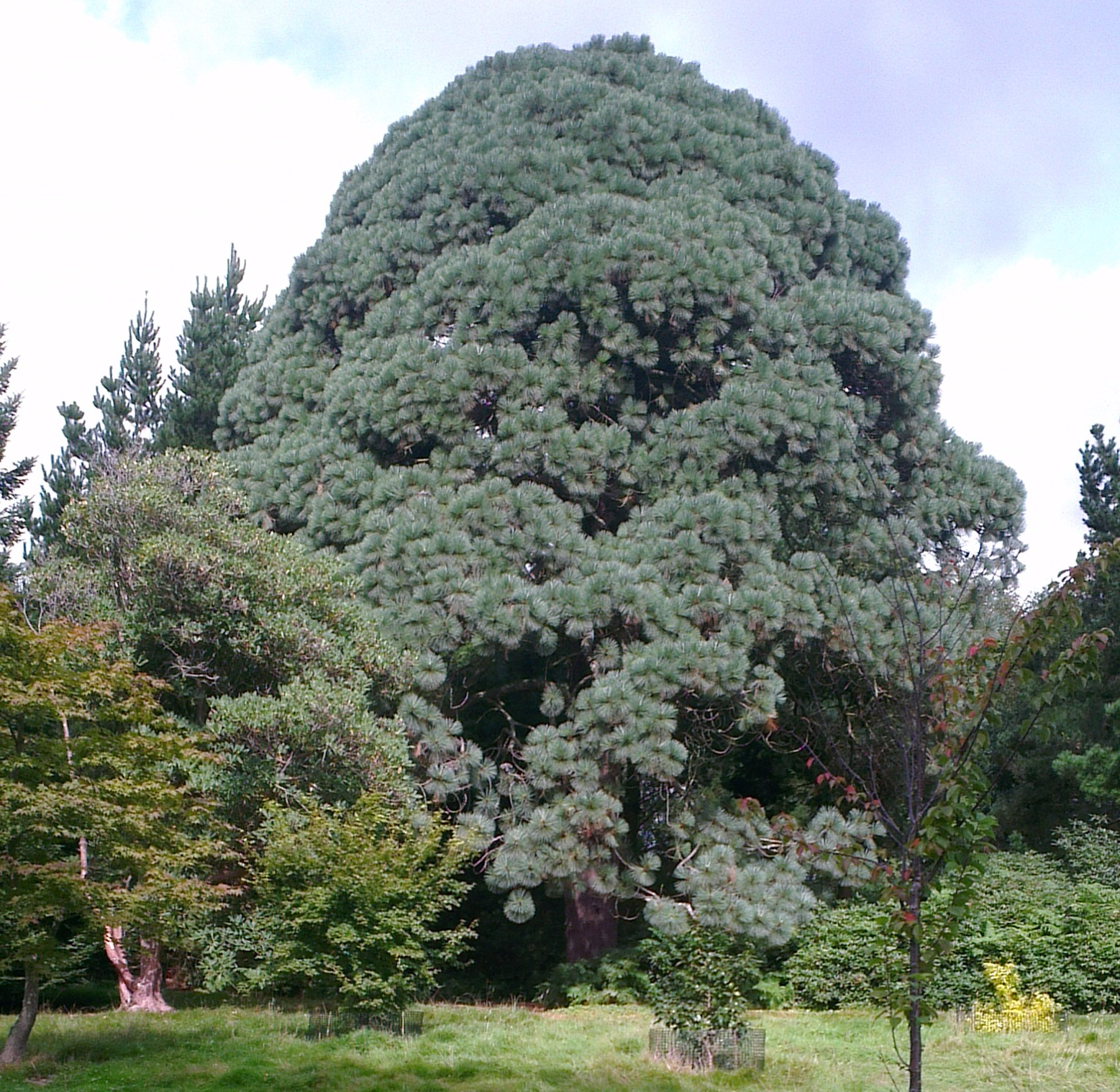
Pinus montezumae v Sheffield Park

## Repton o parku
O parku nazvaném Sheffield Place se zmiňuje Repton v souvislosti s údržbou ploch na okrajích lesa pomocí spásání těchto míst dobytkem: V Sheffield Place, krásná a dlouhá louka v Arno's Vale je překvapujícím příkladem o kterém bych se rád zmínil. Protože, jestliže je možné, nebo na základě principu ekonomiky vhodné, držet všechno tuto zemi jako elegantně válcovaný a kosený trávník blízko domu, kde je vždy týden po pokosu seno odvezeno, přu se, že potřeba zvířat a oživení pozemku zbavuje jej poloviny jeho skutečných krás. Ačkoli mnoho krás je omezeno sníženým množstvím chodníků, další mohou být získány, a celek bude mnohem snáze udržován s řádnou čistotou a zasvěceným hranicemi, které oddělí části zkrmované dobytkem od částí, které budou kosené, nebo spíše takovými ploty, které budou na jedné straně chránit les před přístupem dobytka, a na druhé straně nechá dobytek, aby chránil lučinu před pronikáním lesa. Protože taková je síla rostlinstva v Sheffield Place, že každá bobule se brzy stane křoviskem a každý keř stromem.